# Pseudolatisternum jeanneli
Pseudolatisternum jeanneli är en skalbaggsart som beskrevs av Stefan von Breuning 1938. Pseudolatisternum jeanneli ingår i släktet Pseudolatisternum och familjen långhorningar. Inga underarter finns listade i Catalogue of Life.